# Asplanchnopus bhimavaramensis
Asplanchnopus bhimavaramensis är en hjuldjursart som beskrevs av Dhanapathi 1975. Asplanchnopus bhimavaramensis ingår i släktet Asplanchnopus och familjen Asplanchnidae. Inga underarter finns listade i Catalogue of Life.